# 마충 (동오)
마충(馬忠, ? - ?)은 중국 후한 말에서 삼국 시대 오나라 때의 장수이다. 촉나라의 마충과는 한자까지 동명이인이다.

## 생애
반장(潘璋) 휘하의 사마로서 건안 24년(219년) 12월(음력) 형주 공방전 끝에 장향(鄣鄕)에서 관우, 관평, 조루를 사로잡았다. 이외의 기록은 없다.

## 삼국지연의
소설 《삼국지연의》에서는 이 공적으로 관우가 가지고 있던 적토마를 받는다. 222년 이릉 대전에 참전하여 화살로 황충을 죽인다. 유비의 선전에 위기감을 느낀 미방과 부사인이 마충을 암살하고 그 머리를 유비에게 바치며 투항한다.